# 러브 (2015년 영화)
《러브》(Love)는 2015년 개봉한 에로 드라마 영화이다. 가스파 노에가 감독과 각본을 맡았다.

## 출연

### 주연
- 칼 글루스맨
- 아오미 뮈요크

### 조연
- 클라라 크리스틴
- 비노잇 데비
- 빈센트 마라블
- 가스파 노에
- 데보라 레비

## 기타
- 사운드슈퍼바이저: 야스모토 켄
- 미술: 사만다 벤
- 배역: 유지니 라비에유